# Talsperre Covão do Meio
Die Talsperre Covão do Meio (Talsperre „Höhle/Graben der Mitte“; portugiesisch Barragem de Covão do Meio)  liegt in der Region Mitte Portugals im Distrikt Guarda. Sie staut den Loriga zu einem Stausee (portugiesisch Albufeira do Covão do Meio) auf. Die Talsperre befindet sich im Naturschutzgebiet Parque Natural da Serra da Estrela. Die Kleinstadt Loriga befindet sich ungefähr vier Kilometer westlich der Talsperre.
Mit dem Projekt zur Errichtung der Talsperre wurde im Jahre 1951 begonnen. Der Bau wurde 1953 fertiggestellt. Die Talsperre ist im Besitz von HIDROCENEL, Energia do Centro, SA.

## Absperrbauwerk
Das Absperrbauwerk besteht aus einer Bogen- auf der linken und einer Gewichtsstaumauer auf der rechten Seite. Ihre Höhe beträgt 31,5 m über der Gründungssohle (25 m über dem Flussbett). Die Mauerkrone liegt auf einer Höhe von 1.653,9 m über dem Meeresspiegel. Die Länge der Mauerkrone beträgt 300 m. Das Volumen der Staumauer umfasst 9.000 m³.
Die Staumauer verfügt sowohl über einen Grundablass als auch über eine Hochwasserentlastung. Über die Hochwasserentlastung können maximal 40 m³/s abgeleitet werden.

## Stausee
Beim normalen Stauziel von 1.653,7 m (maximal 1.653,9 m bei Hochwasser) erstreckt sich der Stausee über eine Fläche von rund 0,9 km² und fasst 1,4 Mio. m³ Wasser – davon können 1,3 Mio. m³ genutzt werden.
Das Wasser des Stausees wird über einen Tunnel mit einer Länge von 2.354 m zum Stausee der Talsperre Lagoa Comprida geleitet.